# La Paloma (Texas)
Pour les articles homonymes, voir La Paloma.
La Paloma est une census-designated place située dans le comté de Cameron, dans l’État du Texas, aux États-Unis. Sa population s’élevait à 2 903 habitants lors du recensement de 2010.